# Strafford (Nuevo Hampshire)
Strafford es un pueblo ubicado en el condado de Strafford en el estado estadounidense de Nuevo Hampshire. En el Censo de 2010 tenía una población de 3.991 habitantes y una densidad poblacional de 29,99 personas por km².

## Geografía
Strafford se encuentra ubicado en las coordenadas 43°16′32″N 71°10′8″O / 43.27556, -71.16889. Según la Oficina del Censo de los Estados Unidos, Strafford tiene una superficie total de 133.07 km², de la cual 127.32 km² corresponden a tierra firme y (4.32%) 5.75 km² es agua.

## Demografía
Según el censo de 2010, había 3.991 personas residiendo en Strafford. La densidad de población era de 29,99 hab./km². De los 3.991 habitantes, Strafford estaba compuesto por el 98.17% blancos, el 0.25% eran afroamericanos, el 0.15% eran amerindios, el 0.33% eran asiáticos, el 0% eran isleños del Pacífico, el 0.15% eran de otras razas y el 0.95% pertenecían a dos o más razas. Del total de la población el 1.08% eran hispanos o latinos de cualquier raza.